# سینماتک (بلژیک)
سینماتک (فرانسوی: Cinematek‎) یا سینماتک سلطنتی بلژیک (فرانسوی: Cinémathèque royale de Belgique‎) یا بایگانی سلطنتی فیلم بلژیک (انگلیسی: Royal Belgian Film Archive) یا آرشیو سلطنتی فیلم بلژیک (هلندی: Koninklijk Belgisch Filmarchief) یک بایگانی فیلم در شهر بروکسل بلژیک است. این آرشیو در سال ۱۹۳۸ میلادی با نام «بایگانی سلطنتی فیلم بلژیک» تأسیس شد و آثاری از من ری، مارسل دوشان و فرنان لژه در آن حفظ می‌شود. تا سال ۲۰۱۸، این بایگانی دارای ۴۷٬۷۲۶ فیلم و بیش از صد هزار محصولات یا لوازم مربوط به فیلم بود که بیش از هشت هزار مورد از آنها از بلژیک نشات گرفته‌اند. نام رسمی کنونی این بایگانی فیلم «سینماتک» است.